# Liste der Nummer-eins-Hits in Tschechien (2022)
Dies ist eine Liste der Nummer-eins-Hits in Tschechien im Jahr 2022. Sie basiert auf den Auswertungen der IFPI ČR, der nationalen Vertretung der tschechischen Musikindustrie. Grundlage sind die Albums Top 100 (Verkaufscharts) für Alben. Für Singles werden zwei Charts erstellt; die Radio Top 100 Oficiální, welche auf Airplay, sowie die Singles Digital Top 100, welche auf Downloadverkäufen basieren.

## Singles
| ← 2021 ← | Liste der Nummer-eins-Hits in Tschechien (Radio Top 100) | Liste der Nummer-eins-Hits in Tschechien (Radio Top 100) | Liste der Nummer-eins-Hits in Tschechien (Radio Top 100) | 2023 →                    |
| \| Zeitraum \| Wo. ges. \| Interpret \| Titel Autor(en) \| Zusätzliche Informationen \| \| (Zeitraum, Wochen auf Platz eins, Interpret, Titel, Autor[en], zusätzliche Informationen) \| \| \| \| \| \| ----------------------------------------------------------------------------------------- \| -------- \| ------------------------------------------------- \| -------------------------------------------------------------------------------------------------------------------------------------------------------------------------- \| ------------------------- \| \| 48. Woche 2021 – 4. Woche 2022 9 Wochen \| 9 \| Adele \| Easy on Me Gregory Allen Kurstin, Adele Laurie Blue Adkins \| – \| \| 5.–8. Woche 4 Wochen (insgesamt 15) \| 15 \| Ed Sheeran \| Bad Habits Edward Christopher Sheeran, Johnny McDaid, Frederick John Philip Gibson \| – \| \| 9. Woche 1 Woche (insgesamt 3) \| 3 \| Elton John & Dua Lipa \| Cold Heart (Pnau Remix) Dean John Meredith, Andrew John Meecham, Elton John, Bernard J. P. Taupin, Nicholas George Littlemore, Peter Bruce Mayes, Samuel David Littlemore \| – \| \| 10. Woche 1 Woche \| 1 \| R3hab & Lukas Graham \| Most People Lukas Forchhammer, April Michele Bender, David Brook, Fadil El Ghoul, Ben Samama, Erik Gustaf Smaaland, Kristoffer Bwanausi-Tømmerbakke, Steven Reed Wilmot \| – \| \| 11. Woche 1 Woche (insgesamt 3) \| 3 \| Elton John & Dua Lipa \| Cold Heart (Pnau Remix) Dean John Meredith, Andrew John Meecham, Elton John, Bernard J. P. Taupin, Nicholas George Littlemore, Peter Bruce Mayes, Samuel David Littlemore \| – \| \| 12. Woche 1 Woche \| 1 \| Elton John \| Overpass Graffiti Edward Christopher Sheeran, Johnny McDaid, Frederick John Philip Gibson \| – \| \| 13. Woche 1 Woche (insgesamt 4) \| 4 \| Gabry Ponte, Lumix & Prezioso \| Thunder Alessandro Hueber, Andrea Di Gregorio, Cristiano Cesario, Fatin Shady Cherkaoui, Gabriele Ponte, Giorgio Prezioso, Lorenzo Ohler, Marco Quisisana \| – \| \| 14. Woche 1 Woche \| 1 \| Miro Žbirka feat. David Žbirka \| Nejsi sám Miroslav Žbirka \| – \| \| 15. Woche 1 Woche \| 1 \| Tiësto & Ava Max \| The Motto Sarah Elizabeth Blanchard, Tijs Michiel Verwest, Peter John Rees Rycroft, Pablo Bowman, Claudia Valentina, Amanda Koci \| – \| \| 16.–17. Woche 2 Wochen (insgesamt 4) \| 4 \| Gabry Ponte, Lumix & Prezioso \| Thunder Alessandro Hueber, Andrea Di Gregorio, Cristiano Cesario, Fatin Shady Cherkaoui, Gabriele Ponte, Giorgio Prezioso, Lorenzo Ohler, Marco Quisisana \| – \| \| 18. Woche 1 Woche (insgesamt 3) \| 3 \| Elton John & Dua Lipa \| Cold Heart (Pnau Remix) Dean John Meredith, Andrew John Meecham, Elton John, Bernard J. P. Taupin, Nicholas George Littlemore, Peter Bruce Mayes, Samuel David Littlemore \| – \| \| 19. Woche 1 Woche (insgesamt 4) \| 4 \| Gabry Ponte, Lumix & Prezioso \| Thunder Alessandro Hueber, Andrea Di Gregorio, Cristiano Cesario, Fatin Shady Cherkaoui, Gabriele Ponte, Giorgio Prezioso, Lorenzo Ohler, Marco Quisisana \| – \| \| 20.–22. Woche 3 Wochen (insgesamt 9) \| 9 \| Mirai \| Vedle tebe usínám Mirai Navrátil, Ondřej Fiedler \| – \| \| 23.–28. Woche 6 Wochen \| 6 \| Harry Styles \| As It Was Harry Edward Styles, Thomas Edward Percy Hull, Tyler Sam Johnson \| – \| \| 29. Woche 1 Woche (insgesamt 9) \| 9 \| Mirai \| Vedle tebe usínám Mirai Navrátil, Ondřej Fiedler \| – \| \| 30. Woche 1 Woche \| 1 \| Becky Hill & Galantis \| Run Rebecca Claire Hill, Christian Lars Karlsson, Uzoechi Osisioma Emenike, David Ian Fleury, Yusekae Alexander Koi, Jordi de Fluiter, Christopher Tempest \| – \| \| 31. Woche 1 Woche \| 1 \| Shawn Mendes \| When You’re Gone Shawn Peter Raul Mendes, Jonah Shy, Scott Harris Friedman \| – \| \| 32. Woche 1 Woche (insgesamt 9) \| 9 \| Mirai \| Vedle tebe usínám Mirai Navrátil, Ondřej Fiedler \| – \| \| 33.–35. Woche 3 Wochen \| 3 \| Marek Ztracený \| Originál Miroslav Slodičák \| – \| \| 36.–39. Woche 4 Wochen (insgesamt 9) \| 9 \| Mirai \| Vedle tebe usínám Mirai Navrátil, Ondřej Fiedler \| – \| \| 40.–41. Woche 2 Wochen \| 2 \| Ed Sheeran \| 2step David Hall Hodges, Andrew Wotman, Louis Russell Bell, Edward Christopher Sheeran \| – \| \| 42. Woche 1 Woche \| 1 \| Pink \| Irrelevant Ian Buchanan Fitchuk, Alecia Beth Moore \| – \| \| 43. Woche 1 Woche \| 1 \| Meduza & James Carter feat. Elley Duhé & Fast Boy \| Bad Memories Simone Giani, Mattia Vitale, Luca de Gregorio, Christopher James Mears, Elley Frances Duhé, James Robert Carter, Darren Patrick Flynn, Felix Hain, Lucas Hain \| – \| \| 44.–45. Woche 2 Wochen \| 2 \| Chinaski \| Měl bych si boty zout Michal Malátný, František Táborský \| – \| \| 46. Woche 1 Woche (insgesamt 7) \| 7 \| Lewis Capaldi \| Forget Me Lewis Marc Capaldi, Peter Norman Cullen Kelleher, Benjamin Alexander Kohn, Thomas Andrew Searle Barnes, Philip John Plested, Michael Ross Pollack \| – \| \| 47. Woche 1 Woche \| 1 \| Chinaski \| Měl bych si boty zout Michal Malátný, František Táborský \| – \| \| 48. Woche 1 Woche (insgesamt 7) \| 7 \| Lewis Capaldi \| Forget Me Lewis Marc Capaldi, Peter Norman Cullen Kelleher, Benjamin Alexander Kohn, Thomas Andrew Searle Barnes, Philip John Plested, Michael Ross Pollack \| – \| \| 49.–50. Woche 2 Wochen \| 2 \| Ewa Farna \| Vánoce na míru Ewa Farna, Lukáš Chromek, Filip Sázavský, Martin Chobot \| – \| \| 51.–52. Woche 2 Wochen \| 2 \| Marshmello & Khalid \| Numb Khalid Donnel Robinson, Richard Paul Badger Boardman, Pablo Bowman Navarro, Nicholas James Gale, Christopher Comstock, Gregory Aldae Hein \| – \| |                                                          |                                                          | |                           |
| ← 2021 |                                                          |                                                          | | → 2023 →                  |
| Zeitraum | Wo. ges.                                                 | Interpret                                                | Titel Autor(en) | Zusätzliche Informationen |
| (Zeitraum, Wochen auf Platz eins, Interpret, Titel, Autor[en], zusätzliche Informationen) |                                                          |                                                          | |                           |
| 48. Woche 2021 – 4. Woche 2022 9 Wochen | 9                                                        | Adele                                                    | Easy on Me Gregory Allen Kurstin, Adele Laurie Blue Adkins | –                         |
| 5.–8. Woche 4 Wochen (insgesamt 15) | 15                                                       | Ed Sheeran                                               | Bad Habits Edward Christopher Sheeran, Johnny McDaid, Frederick John Philip Gibson                                                                                         | –                         |
| 9. Woche 1 Woche (insgesamt 3) | 3                                                        | Elton John & Dua Lipa                                    | Cold Heart (Pnau Remix) Dean John Meredith, Andrew John Meecham, Elton John, Bernard J. P. Taupin, Nicholas George Littlemore, Peter Bruce Mayes, Samuel David Littlemore  | –                         |
| 10. Woche 1 Woche | 1                                                        | R3hab & Lukas Graham                                     | Most People Lukas Forchhammer, April Michele Bender, David Brook, Fadil El Ghoul, Ben Samama, Erik Gustaf Smaaland, Kristoffer Bwanausi-Tømmerbakke, Steven Reed Wilmot    | –                         |
| 11. Woche 1 Woche (insgesamt 3) | 3                                                        | Elton John & Dua Lipa                                    | Cold Heart (Pnau Remix) Dean John Meredith, Andrew John Meecham, Elton John, Bernard J. P. Taupin, Nicholas George Littlemore, Peter Bruce Mayes, Samuel David Littlemore  | –                         |
| 12. Woche 1 Woche | 1                                                        | Elton John                                               | Overpass Graffiti Edward Christopher Sheeran, Johnny McDaid, Frederick John Philip Gibson                                                                                  | –                         |
| 13. Woche 1 Woche (insgesamt 4) | 4                                                        | Gabry Ponte, Lumix & Prezioso                            | Thunder Alessandro Hueber, Andrea Di Gregorio, Cristiano Cesario, Fatin Shady Cherkaoui, Gabriele Ponte, Giorgio Prezioso, Lorenzo Ohler, Marco Quisisana                  | –                         |
| 14. Woche 1 Woche | 1                                                        | Miro Žbirka feat. David Žbirka                           | Nejsi sám Miroslav Žbirka | –                         |
| 15. Woche 1 Woche | 1                                                        | Tiësto & Ava Max                                         | The Motto Sarah Elizabeth Blanchard, Tijs Michiel Verwest, Peter John Rees Rycroft, Pablo Bowman, Claudia Valentina, Amanda Koci                                           | –                         |
| 16.–17. Woche 2 Wochen (insgesamt 4) | 4                                                        | Gabry Ponte, Lumix & Prezioso                            | Thunder Alessandro Hueber, Andrea Di Gregorio, Cristiano Cesario, Fatin Shady Cherkaoui, Gabriele Ponte, Giorgio Prezioso, Lorenzo Ohler, Marco Quisisana                  | –                         |
| 18. Woche 1 Woche (insgesamt 3) | 3                                                        | Elton John & Dua Lipa                                    | Cold Heart (Pnau Remix) Dean John Meredith, Andrew John Meecham, Elton John, Bernard J. P. Taupin, Nicholas George Littlemore, Peter Bruce Mayes, Samuel David Littlemore  | –                         |
| 19. Woche 1 Woche (insgesamt 4) | 4                                                        | Gabry Ponte, Lumix & Prezioso                            | Thunder Alessandro Hueber, Andrea Di Gregorio, Cristiano Cesario, Fatin Shady Cherkaoui, Gabriele Ponte, Giorgio Prezioso, Lorenzo Ohler, Marco Quisisana                  | –                         |
| 20.–22. Woche 3 Wochen (insgesamt 9) | 9                                                        | Mirai                                                    | Vedle tebe usínám Mirai Navrátil, Ondřej Fiedler | –                         |
| 23.–28. Woche 6 Wochen | 6                                                        | Harry Styles                                             | As It Was Harry Edward Styles, Thomas Edward Percy Hull, Tyler Sam Johnson                                                                                                 | –                         |
| 29. Woche 1 Woche (insgesamt 9) | 9                                                        | Mirai                                                    | Vedle tebe usínám Mirai Navrátil, Ondřej Fiedler | –                         |
| 30. Woche 1 Woche | 1                                                        | Becky Hill & Galantis                                    | Run Rebecca Claire Hill, Christian Lars Karlsson, Uzoechi Osisioma Emenike, David Ian Fleury, Yusekae Alexander Koi, Jordi de Fluiter, Christopher Tempest                 | –                         |
| 31. Woche 1 Woche | 1                                                        | Shawn Mendes                                             | When You’re Gone Shawn Peter Raul Mendes, Jonah Shy, Scott Harris Friedman                                                                                                 | –                         |
| 32. Woche 1 Woche (insgesamt 9) | 9                                                        | Mirai                                                    | Vedle tebe usínám Mirai Navrátil, Ondřej Fiedler | –                         |
| 33.–35. Woche 3 Wochen | 3                                                        | Marek Ztracený                                           | Originál Miroslav Slodičák | –                         |
| 36.–39. Woche 4 Wochen (insgesamt 9) | 9                                                        | Mirai                                                    | Vedle tebe usínám Mirai Navrátil, Ondřej Fiedler | –                         |
| 40.–41. Woche 2 Wochen | 2                                                        | Ed Sheeran                                               | 2step David Hall Hodges, Andrew Wotman, Louis Russell Bell, Edward Christopher Sheeran                                                                                     | –                         |
| 42. Woche 1 Woche | 1                                                        | Pink                                                     | Irrelevant Ian Buchanan Fitchuk, Alecia Beth Moore | –                         |
| 43. Woche 1 Woche | 1                                                        | Meduza & James Carter feat. Elley Duhé & Fast Boy        | Bad Memories Simone Giani, Mattia Vitale, Luca de Gregorio, Christopher James Mears, Elley Frances Duhé, James Robert Carter, Darren Patrick Flynn, Felix Hain, Lucas Hain | –                         |
| 44.–45. Woche 2 Wochen | 2                                                        | Chinaski                                                 | Měl bych si boty zout Michal Malátný, František Táborský | –                         |
| 46. Woche 1 Woche (insgesamt 7) | 7                                                        | Lewis Capaldi                                            | Forget Me Lewis Marc Capaldi, Peter Norman Cullen Kelleher, Benjamin Alexander Kohn, Thomas Andrew Searle Barnes, Philip John Plested, Michael Ross Pollack                | –                         |
| 47. Woche 1 Woche | 1                                                        | Chinaski                                                 | Měl bych si boty zout Michal Malátný, František Táborský | –                         |
| 48. Woche 1 Woche (insgesamt 7) | 7                                                        | Lewis Capaldi                                            | Forget Me Lewis Marc Capaldi, Peter Norman Cullen Kelleher, Benjamin Alexander Kohn, Thomas Andrew Searle Barnes, Philip John Plested, Michael Ross Pollack                | –                         |
| 49.–50. Woche 2 Wochen | 2                                                        | Ewa Farna                                                | Vánoce na míru Ewa Farna, Lukáš Chromek, Filip Sázavský, Martin Chobot | –                         |
| 51.–52. Woche 2 Wochen | 2                                                        | Marshmello & Khalid                                      | Numb Khalid Donnel Robinson, Richard Paul Badger Boardman, Pablo Bowman Navarro, Nicholas James Gale, Christopher Comstock, Gregory Aldae Hein                             | –                         |

| ← 2021 ← | Liste der Nummer-eins-Hits in Tschechien (Singles Digital 100) | Liste der Nummer-eins-Hits in Tschechien (Singles Digital 100) | Liste der Nummer-eins-Hits in Tschechien (Singles Digital 100)                                                                                        | 2023 →                    |
| \| Zeitraum \| Wo. ges. \| Interpret \| Titel Autor(en) \| Zusätzliche Informationen \| \| (Zeitraum, Wochen auf Platz eins, Interpret, Titel, Autor[en], zusätzliche Informationen) \| \| \| \| \| \| ----------------------------------------------------------------------------------------- \| -------- \| ------------------------- \| ----------------------------------------------------------------------------------------------------------------------------------------------------- \| ------------------------- \| \| 47. Woche 2021 – 5. Woche 2022 11 Wochen (insgesamt 15) \| 15 \| Viktor Sheen \| Stíny Musik: Bogdan Polianskiy, Text: Viktor Dundych \| – \| \| 6. Woche 1 Woche \| 1 \| Ektor \| Se změnili Achillesbeats, Marko Elefteriadis, Sean Brown \| – \| \| 7.–10. Woche 4 Wochen (insgesamt 15) \| 15 \| Viktor Sheen \| Stíny Musik: Bogdan Polianskiy, Text: Viktor Dundych \| – \| \| 11. Woche 1 Woche \| 1 \| Calin \| Nad ránem Calin Panfili, David Kopecky \| – \| \| 12.–41. Woche 30 Wochen (insgesamt 32) \| 32 \| Calin \| Hannah Montana Calin Panfili, David Kopecky \| – \| \| 42. Woche 1 Woche (insgesamt 3) \| 3 \| David Guetta & Bebe Rexha \| I’m Good (Blue) Bleta Rexha, Pierre David Guetta, Camille Angelina Purcell, Massimo Gabutti, Maurizio Lobina, Gianfranco Randone, Philip John Plested \| – \| \| 43. Woche 1 Woche (insgesamt 33) \| 33 \| Calin \| Hannah Montana Calin Panfili, David Kopecky \| – \| \| 44. Woche 1 Woche \| 1 \| David Guetta & Bebe Rexha \| I’m Good (Blue) Bleta Rexha, Pierre David Guetta, Camille Angelina Purcell, Massimo Gabutti, Maurizio Lobina, Gianfranco Randone, Philip John Plested \| – \| \| 45.–46. Woche 2 Wochen (insgesamt 33) \| 33 \| Calin \| Hannah Montana Calin Panfili, David Kopecky \| – \| \| 47. Woche 1 Woche \| 1 \| Yzomandias & Nik Tendo \| Free Karlo Jakub Vlček, Dominik Citta \| – \| \| 48.–49. Woche 2 Wochen (insgesamt 3) \| 3 \| Stein27 \| Habibi David Kopecký, Petr Adámek \| – \| \| 50.–52. Woche 3 Wochen (insgesamt 17) \| 17 \| Mariah Carey \| All I Want for Christmas Is You Walter N. Afanasieff, Mariah Carey \| – \| |                                                                |                                                                | |                           |
| ← 2021 |                                                                |                                                                | | → 2023 →                  |
| Zeitraum | Wo. ges.                                                       | Interpret                                                      | Titel Autor(en) | Zusätzliche Informationen |
| (Zeitraum, Wochen auf Platz eins, Interpret, Titel, Autor[en], zusätzliche Informationen) |                                                                |                                                                | |                           |
| 47. Woche 2021 – 5. Woche 2022 11 Wochen (insgesamt 15) | 15                                                             | Viktor Sheen                                                   | Stíny Musik: Bogdan Polianskiy, Text: Viktor Dundych                                                                                                  | –                         |
| 6. Woche 1 Woche | 1                                                              | Ektor                                                          | Se změnili Achillesbeats, Marko Elefteriadis, Sean Brown                                                                                              | –                         |
| 7.–10. Woche 4 Wochen (insgesamt 15) | 15                                                             | Viktor Sheen                                                   | Stíny Musik: Bogdan Polianskiy, Text: Viktor Dundych                                                                                                  | –                         |
| 11. Woche 1 Woche | 1                                                              | Calin                                                          | Nad ránem Calin Panfili, David Kopecky | –                         |
| 12.–41. Woche 30 Wochen (insgesamt 32) | 32                                                             | Calin                                                          | Hannah Montana Calin Panfili, David Kopecky | –                         |
| 42. Woche 1 Woche (insgesamt 3) | 3                                                              | David Guetta & Bebe Rexha                                      | I’m Good (Blue) Bleta Rexha, Pierre David Guetta, Camille Angelina Purcell, Massimo Gabutti, Maurizio Lobina, Gianfranco Randone, Philip John Plested | –                         |
| 43. Woche 1 Woche (insgesamt 33) | 33                                                             | Calin                                                          | Hannah Montana Calin Panfili, David Kopecky | –                         |
| 44. Woche 1 Woche | 1                                                              | David Guetta & Bebe Rexha                                      | I’m Good (Blue) Bleta Rexha, Pierre David Guetta, Camille Angelina Purcell, Massimo Gabutti, Maurizio Lobina, Gianfranco Randone, Philip John Plested | –                         |
| 45.–46. Woche 2 Wochen (insgesamt 33) | 33                                                             | Calin                                                          | Hannah Montana Calin Panfili, David Kopecky | –                         |
| 47. Woche 1 Woche | 1                                                              | Yzomandias & Nik Tendo                                         | Free Karlo Jakub Vlček, Dominik Citta | –                         |
| 48.–49. Woche 2 Wochen (insgesamt 3) | 3                                                              | Stein27                                                        | Habibi David Kopecký, Petr Adámek | –                         |
| 50.–52. Woche 3 Wochen (insgesamt 17) | 17                                                             | Mariah Carey                                                   | All I Want for Christmas Is You Walter N. Afanasieff, Mariah Carey                                                                                    | –                         |

## Alben
| ← 2021 ← | Liste der Nummer-eins-Hits in Tschechien | Liste der Nummer-eins-Hits in Tschechien | Liste der Nummer-eins-Hits in Tschechien | 2023 → |
| \| Zeitraum \| Wo. ges. \| Interpret \| Titel \| Zusätzliche Informationen \| \| (Zeitraum, Wochen auf Platz eins, Interpret, Titel, zusätzliche Informationen) \| \| \| \| \| \| ------------------------------------------------------------------------------ \| -------- \| ---------------------- \| ----------------------- \| ---------------------------------------------------------------------------------------------------------------------------------------------------------------------------------------------------------------------------------------------------------- \| \| 47. Woche 2021 – 8. Woche 2022 14 Wochen (insgesamt 22) \| 22 \| Viktor Sheen \| Příběhy a sny \| – \| \| 9.–10. Woche 2 Wochen (insgesamt 3) \| 3 \| Yzomandias \| J. Eden E-Gen \| – \| \| 11.–17. Woche 7 Wochen (insgesamt 17) \| 17 \| Calin \| Popstar \| – \| \| 18. Woche 1 Woche \| 1 \| Rammstein \| Zeit \| – \| \| 19.–20. Woche 2 Wochen (insgesamt 17) \| 17 \| Calin \| Popstar \| – \| \| 21. Woche 1 Woche (insgesamt 2) \| 2 \| Harry Styles \| Harry’s House \| – \| \| 22. Woche 1 Woche \| 1 \| PTK \| Trappin Lonely \| – \| \| 23. Woche 1 Woche \| 1 \| Imagine Dragons \| Mercury – Act 1 \| – \| \| 24. Woche 1 Woche (insgesamt 17) \| 17 \| Calin \| Popstar \| – \| \| 25.–26. Woche 2 Wochen \| 2 \| Cashanova Bulhar \| Dripolar \| – \| \| 27.–28. Woche 2 Wochen (insgesamt 17) \| 17 \| Calin \| Popstar \| – \| \| 29. Woche 1 Woche (insgesamt 2) \| 2 \| Harry Styles \| Harry’s House \| – \| \| 30.–34. Woche 5 Wochen (insgesamt 17) \| 17 \| Calin \| Popstar \| – \| \| 35. Woche 1 Woche \| 1 \| Hana Zagorová \| S úctou (Zlatá kolekce) \| Am 26. August starb die Sängerin aus Ostrava, die in den 1970er und 1980er Jahren zu den populärsten Interpreten der Tschechoslowakei gehörte. \| \| 36. Woche 1 Woche (insgesamt 3) \| 3 \| Yzomandias \| J. Eden E-Gen \| Die neu veröffentlichte „#freekarlo edition“ des Mixtapes kommt in dieser Woche nur auf Platz 3, verhilft aber dem Original zur Rückkehr an die Spitze. In der benachbarten Slowakei übernimmt der Rapper aus Karlsbad dagegen mit der Neuausgabe Platz 1. \| \| 37. Woche 1 Woche \| 1 \| Ozzy Osbourne \| Patient Number 9 \| – \| \| 38.–39. Woche 2 Wochen (insgesamt 22) \| 22 \| Viktor Sheen \| Příběhy a sny \| – \| \| 40. Woche 1 Woche \| 1 \| Robin Zoot \| Make Sudety Great Again \| – \| \| 41. Woche 1 Woche (insgesamt 22) \| 22 \| Viktor Sheen \| Příběhy a sny \| – \| \| 42. Woche 1 Woche \| 1 \| 58G \| City Park \| – \| \| 44. Woche 1 Woche \| 1 \| Taylor Swift \| Midnights \| – \| \| 45.–46. Woche 2 Wochen (insgesamt 3) \| 3 \| Kabát \| El presidento \| – \| \| 47.–49. Woche 3 Wochen \| 3 \| Yzomandias & Nik Tendo \| Kruhy & Vlny \| – \| \| 50. Woche 1 Woche (insgesamt 3) \| 3 \| Kabát \| El presidento \| – \| \| 51. Woche 2022 – 3. Woche 2023 5 Wochen (insgesamt 22) \| 22 \| Viktor Sheen \| Příběhy a sny \| – \| |                                          |                                          |                                          | |
| ← 2021 |                                          |                                          |                                          | → 2023 → |
| Zeitraum | Wo. ges.                                 | Interpret                                | Titel                                    | Zusätzliche Informationen |
| (Zeitraum, Wochen auf Platz eins, Interpret, Titel, zusätzliche Informationen) |                                          |                                          |                                          | |
| 47. Woche 2021 – 8. Woche 2022 14 Wochen (insgesamt 22) | 22                                       | Viktor Sheen                             | Příběhy a sny                            | – |
| 9.–10. Woche 2 Wochen (insgesamt 3) | 3                                        | Yzomandias                               | J. Eden E-Gen                            | – |
| 11.–17. Woche 7 Wochen (insgesamt 17) | 17                                       | Calin                                    | Popstar                                  | – |
| 18. Woche 1 Woche | 1                                        | Rammstein                                | Zeit                                     | – |
| 19.–20. Woche 2 Wochen (insgesamt 17) | 17                                       | Calin                                    | Popstar                                  | – |
| 21. Woche 1 Woche (insgesamt 2) | 2                                        | Harry Styles                             | Harry’s House                            | – |
| 22. Woche 1 Woche | 1                                        | PTK                                      | Trappin Lonely                           | – |
| 23. Woche 1 Woche | 1                                        | Imagine Dragons                          | Mercury – Act 1                          | – |
| 24. Woche 1 Woche (insgesamt 17) | 17                                       | Calin                                    | Popstar                                  | – |
| 25.–26. Woche 2 Wochen | 2                                        | Cashanova Bulhar                         | Dripolar                                 | – |
| 27.–28. Woche 2 Wochen (insgesamt 17) | 17                                       | Calin                                    | Popstar                                  | – |
| 29. Woche 1 Woche (insgesamt 2) | 2                                        | Harry Styles                             | Harry’s House                            | – |
| 30.–34. Woche 5 Wochen (insgesamt 17) | 17                                       | Calin                                    | Popstar                                  | – |
| 35. Woche 1 Woche | 1                                        | Hana Zagorová                            | S úctou (Zlatá kolekce)                  | Am 26. August starb die Sängerin aus Ostrava, die in den 1970er und 1980er Jahren zu den populärsten Interpreten der Tschechoslowakei gehörte. |
| 36. Woche 1 Woche (insgesamt 3) | 3                                        | Yzomandias                               | J. Eden E-Gen                            | Die neu veröffentlichte „#freekarlo edition“ des Mixtapes kommt in dieser Woche nur auf Platz 3, verhilft aber dem Original zur Rückkehr an die Spitze. In der benachbarten Slowakei übernimmt der Rapper aus Karlsbad dagegen mit der Neuausgabe Platz 1. |
| 37. Woche 1 Woche | 1                                        | Ozzy Osbourne                            | Patient Number 9                         | – |
| 38.–39. Woche 2 Wochen (insgesamt 22) | 22                                       | Viktor Sheen                             | Příběhy a sny                            | – |
| 40. Woche 1 Woche | 1                                        | Robin Zoot                               | Make Sudety Great Again                  | – |
| 41. Woche 1 Woche (insgesamt 22) | 22                                       | Viktor Sheen                             | Příběhy a sny                            | – |
| 42. Woche 1 Woche | 1                                        | 58G                                      | City Park                                | – |
| 44. Woche 1 Woche | 1                                        | Taylor Swift                             | Midnights                                | – |
| 45.–46. Woche 2 Wochen (insgesamt 3) | 3                                        | Kabát                                    | El presidento                            | – |
| 47.–49. Woche 3 Wochen | 3                                        | Yzomandias & Nik Tendo                   | Kruhy & Vlny                             | – |
| 50. Woche 1 Woche (insgesamt 3) | 3                                        | Kabát                                    | El presidento                            | – |
| 51. Woche 2022 – 3. Woche 2023 5 Wochen (insgesamt 22) | 22                                       | Viktor Sheen                             | Příběhy a sny                            | – |